# 一条実雅
一条 実雅（いちじょう さねまさ、建久7年〈1196年〉 - 安貞2年4月1日〈1228年5月6日〉）は、鎌倉時代初期の公卿。藤原北家頼宗流、権中納言・一条能保の三男。官位は従三位・参議。伊予宰相中将と号す。

## 経歴
姉婿である太政大臣・西園寺公経の猶子となる。
建仁3年（1203年）従五位下に叙爵し、建永元年（1206年）侍従に任官する。建保5年（1217年）伊予守に任じられ、翌建保6年（1218年）には左近衛少将を兼ねたことから、伊予少将と呼ばれた。
同年に鎌倉幕府将軍源実朝の左近衛大将拝賀に供奉するために鎌倉に下向。拝賀後もそのまま鎌倉に住み、建保7年（1219年）1月には実朝の右大臣就任の鶴岡八幡宮参詣に随従してその暗殺を目撃した。その後、姉の孫にあたる三寅（後の九条頼経）が次の鎌倉殿に決まったため、三寅の鎌倉下向に京より供奉する。承久元年（1219年）執権・北条義時の娘を妻に迎え、承久2年（1220年）妻が男子を、承久4年（1222年）には女子を出産している。
この間、承久元年（1219年）正五位下、承久2年（1220年）従四位下・右近衛中将、承久3年（1221年）従四位上と近衛次将を務めながら昇進を重ねる。承久3年（1221年）に発生した承久の乱には鎌倉在住のために参加せず、兄弟の信能・尊長と異なり処罰を逃れている。承久4年（1222年）には在関東のまま参議に任じられ公卿に列した。三寅の側近かつ義時の婿との立場から幕府内部にも関与し、御家人を集めて独自に軍事訓練をするなど、幕府内に一定の勢力を築いた。
ところが、元仁元年（1224年）妻の母である伊賀の方とその兄の伊賀光宗が、義時の死後に後継者として伊賀の方の息子の北条政村を擁立し、実雅を三寅に代わる新将軍に立てようとしていた策謀が発覚（伊賀氏事件）。実雅は妻と離別の上で京都へ送還され、改めて越前国へ配流された。
一方で、伊賀氏謀反の風聞については泰時が否定しており、『吾妻鏡』でも伊賀氏が謀反を企てたとは一度も明言しておらず、北条政子に伊賀氏が処分された事のみが記されている。そのため、伊賀氏事件は、鎌倉殿や北条氏の代替わりによる自らの影響力の低下を恐れた政子が、義時の後妻の実家である伊賀氏を強引に潰すためのでっち上げとする説もある。なお、実雅の妻だった義時と伊賀の方の娘は、嘉禄元年（1225年）11月以降に公家の唐橋通時と再婚している。
安貞2年（1228年）4月1日に実雅は配流先で死去。『尊卑分脈』では「河死」、『公卿補任』では「沈河死去」とあり、幕府の命令により殺害された可能性もある。

## 官歴
『公卿補任』による。
- 建仁3年（1203年） 正月5日：従五位下（皇太后朔旦）
- 建永元年（1206年） 4月3日：侍従
- 承元4年（1211年） 正月5日：従五位上（宜秋門院）。正月14日：越前介
- 建保5年（1217年） 正月28日：伊予守。12月12日：止守
- 建保6年（1218年） 3月6日：還任守。4月9日：兼左近衛少将
- 承久元年（1219年） 正月5日：正五位下
- 承久2年（1220年） 正月6日：従四位下（春宮御給）、少将如元。4月6日：右近衛中将
- 承久3年（1221年） 7月28日：兼讃岐守。11月29日：従四位上（臨時）
- 貞応元年（1222年） 8月16日：参議、中将如元（在関東）。11月22日：正四位下
- 貞応2年（1223年） 正月27日：美作権守。10月28日：従三位（臨時、越伊平資経）
- 貞応3年（1224年） 8月10日：入洛。9月20日：止所職。10月1日：遣越前国
- 安貞2年（1228年) 4月1日：死去（沈河）

## 系譜
- 父：一条能保
- 母：家女房（藤原有恒の娘）
- 妻：北条義時の娘
  - 男子
  - 女子
- 生母不明
  - 男子：一条実顕